# Ida Red
Ida Red es una canción tradicional estadounidense de orígenes desconocidos que se hizo famosa en la animada versión de 1938 de Bob Wills (1905-1975) y sus Texas Playboys. También ha pasado a la historia por ser la canción que inspiró a Chuck Berry (1926-2017) para componer su primer gran éxito, Maybellene

## Historia
En 1930 Bob Wills adaptó la canción al estilo Western swing —considerado hoy en día un subgénero del country— y la grabó en 1938 teniendo gran éxito.